# William Warde Fowler
William Warde Fowler (Langford, 16 maggio 1847 – Kingham, 15 giugno 1921) è stato uno storico e ornitologo britannico, tutor al Lincoln College dell'Università di Oxford.

## Biografia
Era conosciuto soprattutto per le sue opere sull'antica religione romana.
H. H. Scullard, nell'introduzione al suo libro del 1981 su un argomento simile, ha individuato il libro di Fowler come una risorsa particolarmente preziosa nonostante la sua età, scrivendo: "Non sono stato così presuntuoso da tentare di fornire un'alternativa".

## Opere
- Le feste romane del periodo della Repubblica (The roman festivals of the republican period, 1899)
- The religious experience of the roman people (1911)
- Roman ideas of deity (1914)